# Aída Román
Aída Román (* 21. Mai 1988 in Mexiko-Stadt) ist eine mexikanische Bogenschützin.

## Werdegang
Aída Román war Studentin an der Nationalen Autonomen Universität von Mexiko in Mexiko-Stadt. Sie startete 1999 ihre Karriere als Bogenschützin. Ihr Trainer war der Südkoreaner Lee Mi-joung.
Román nahm im Alter von 20 Jahren im Rahmen der Olympischen Sommerspiele 2008 in Peking zum ersten Mal an Olympischen Spielen teil. Dort gewann sie im Einzelwettbewerb die ersten beiden Runden, verlor dann jedoch im Achtelfinale gegen die später viertplatzierte Nordkoreanerin Kwon Un-sil und schied so aus.

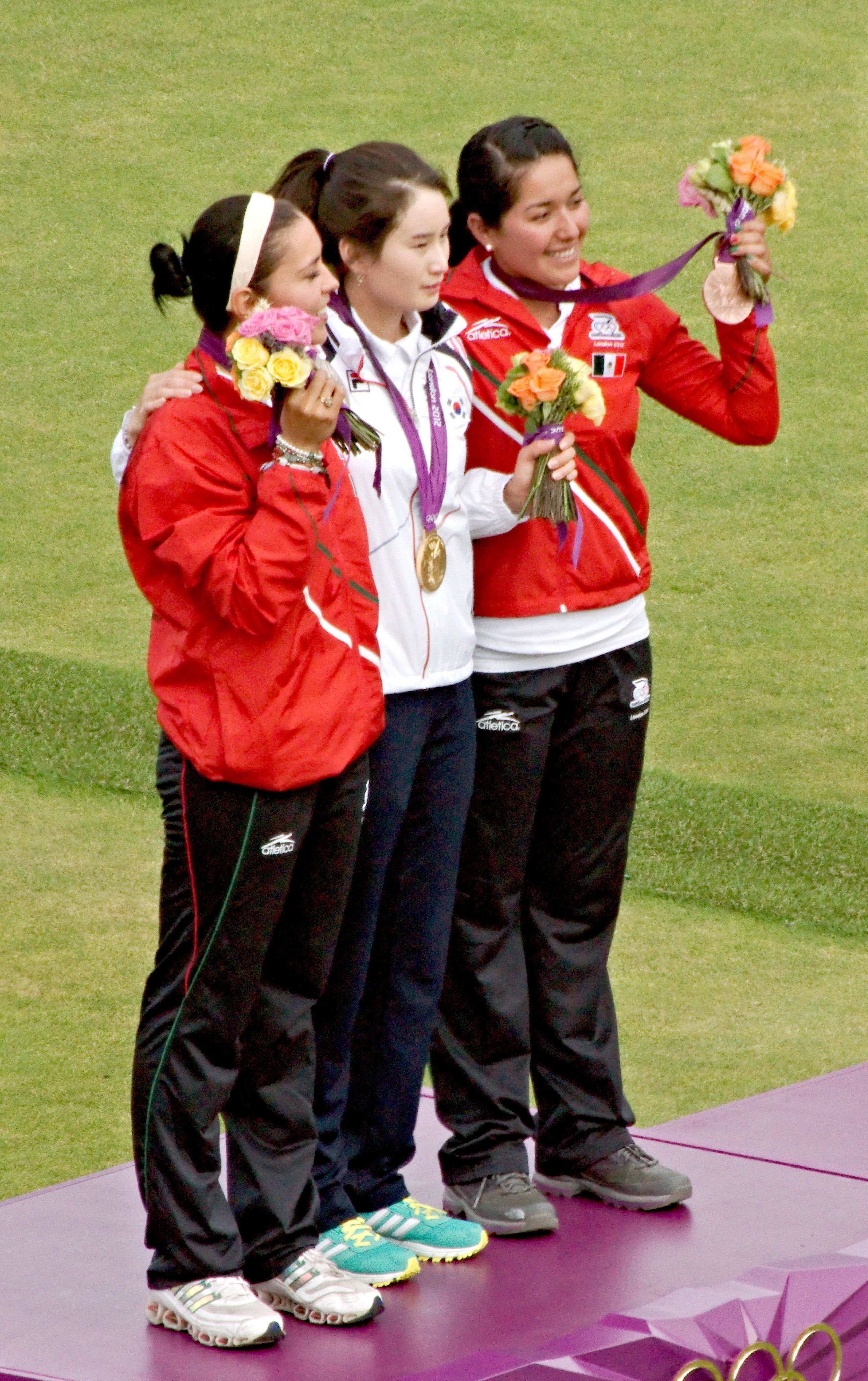
Aída Román, Ki Bo-bae, Mariana Avitia (v. l. n. r.)

Vier Jahre später startete Román erneut bei den Olympischen Sommerspielen 2012 in London. Diesmal kam sie im Einzelwettbewerb deutlich weiter und erreichte nach vier Siegen das Halbfinale, wo sie mit 6:2 auch ihre Teamkollegin Mariana Avitia, die später Bronze holte, besiegte und so ins Finale kam. Dort verlor sie jedoch mit 5:6 knapp gegen die Südkoreanerin Ki Bo-bae und gewann somit die Silbermedaille. Im Mannschaftswettbewerb ging Román zusammen mit Mariana Avitia und Alejandra Valencia für Mexiko an den Start, jedoch schieden sie frühzeitig durch eine Niederlage im Viertelfinale mit 209:219 gegen die Japanerinnen Kaori Kawanaka, Ren Hayakawa und Miki Kanie aus und belegten so den geteilten fünften Rang.
Aída Román gewann am 7. September 2014 durch einen Sieg im Finale über die Chinesin Chen Ming den Weltcup 2014. Des Weiteren gewann sie zusammen mit Luis Eduardo Vélez den Titel im Mixed-Team.
Anfang 2015 wurde Román von der World Archery Federation zur Athletin des Jahres 2014 gewählt, vor Jung Dasomi aus Südkorea und Lisa Unruh aus Deutschland.
Román nahm ebenfalls an den Olympischen Sommerspielen 2016 in Rio de Janeiro teil. Hier schied sie jedoch im Einzelwettbewerb direkt in der ersten Runde durch eine Niederlage gegen Alexandra Mîrca aus Moldawien aus. Zusammen mit Gabriela Bayardo und Alejandra Valencia startete sie außerdem wieder für Mexiko im Teamwettbewerb; nach einem Auftaktsieg über die Mannschaft von Georgien verloren sie jedoch im Viertelfinale mit 4:5 knapp gegen die späteren Bronzemedaillengewinner Lei Chien-ying, Lin Shih-chia und Tan Ya-ting aus dem Chinesischen Taipeh und Mexiko belegte erneut den geteilten fünften Rang.
Bei den Weltmeisterschaften im Bogenschießen 2023 in Berlin gewann sie die Bronzemedaille mit der Mannschaft.